# Кофу
Кофу (на японски 甲府市, по английската Система на Хепбърн Kōfu-shi, Кофу-ши) е град и административен център на префектура Яманаши в Япония. Кофу е с население от 201 184 жители (към 1 март 2006 г.) и обща площ от 212,41 км².

## Побратимени градове
- Де Мойн, Айова, САЩ
- Чънду, Китай
- Яматокорияма, Япония